# Wuta Dombaxe
Wuta Dombaxe (5 de abril de 1986) é uma handebolista angolana.

## Carreira
Wuta Dombaxe representou a Seleção Angolana de Handebol Feminino nos Jogos Olímpicos de Verão de 2016, que chegou as quartas-de-finais.